# Список лідерів регулярного чемпіонату НБА за блок-шотами

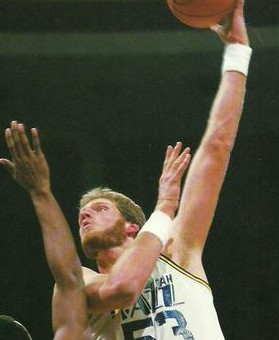
Марк Ітон, рекордсмен за кількістю блокшотів за сезон.

У баскетболі блокшотом (від англ. blocked shot, тобто заблокований кидок) називається ситуація, коли гравець захисту блокує кидок атакуючого гравця без порушення правил при цьому. Титул лідера Національної баскетбольної асоціації за кількістю блокшотів присуджається гравцю, що набирає найбільше блокшотів в середньому за одну проведену гру регулярного сезону. Володаря титулу було вперше визначено в сезоні 1973–74, коли почала вестися статистика за блокшотами. Аби стати претендентом на звання лидера сезону за блокшотами гравець має взяти участь у щонайменше 70 з 82 ігор регулярного сезону або набрати мінімум 100 блокшотів.
Марк Ітон утримує рекорди за загальною кількістю блокшотів у сезоні (456) та середньою кількістю блокшотів за гру у сезоні (5,56), обидва досягнення були здобуті в сезоні 1984–85. Серед новачків найкращим є Мануте Бол, який у своєму першому сезоні в НБА (1985–86) зробив 397 блокшотів, тобто у середньому 5,0 за гру.
Найбільшу кількість завойованих титулів мають Карім Абдул-Джаббар, Марк Ітон і Маркус Кембі, які по чотири рази ставали найкращими «блокерами» сезону. Неоднарозовими володарями титулу також ставали Джордж Джонсон, Мануте Бол, Хакім Оладжувон, Дікембе Мутомбо, Алонзо Морнінг, Тео Ретліфф, Двайт Говард, Ентоні Девіс, Серж Ібака і Хассан Вайтсайд. При цьому Мутобмо і Кембі здобували титул по три сезони поспіль.

## Ключ до таблиці
| ^           | ^           | Діючі гравці НБА                                             | Діючі гравці НБА                                             | Діючі гравці НБА                                             | Діючі гравці НБА                                             | Діючі гравці НБА                                             |
| *           | *           | Гравці, введені до Баскетбольної зали слави                  | Гравці, введені до Баскетбольної зали слави                  | Гравці, введені до Баскетбольної зали слави                  | Гравці, введені до Баскетбольної зали слави                  | Гравці, введені до Баскетбольної зали слави                  |
| ‡           | ‡           | Рекорд НБА                                                   | Рекорд НБА                                                   | Рекорд НБА                                                   | Рекорд НБА                                                   | Рекорд НБА                                                   |
| Гравець (X) | Гравець (X) | Позначає, укотре гравець став лідером за кількістю блокшотів | Позначає, укотре гравець став лідером за кількістю блокшотів | Позначає, укотре гравець став лідером за кількістю блокшотів | Позначає, укотре гравець став лідером за кількістю блокшотів | Позначає, укотре гравець став лідером за кількістю блокшотів |
| G           | Захисник    | Захисник                                                     | F                                                            | Форвард                                                      | C                                                            | Центровий                                                    |

## Лідери за сезонами
| Сезон   | Гравець                    | Позиція | Команда                              | Ігор за сезон | Усього блокшотів | Блокшотів за гру | Примітки      |
| ------- | -------------------------- | ------- | ------------------------------------ | ------------- | ---------------- | ---------------- | ------------- |
| 1973–74 | Елмор Сміт                 | C       | Лос-Анджелес Лейкерс                 | 81            | 393              | 4.85             | [ 4 ] [ 5 ]   |
| 1974–75 | Карім Абдул-Джаббар*       | C       | Мілвокі Бакс                         | 65            | 212              | 3.26             | [ 6 ] [ 7 ]   |
| 1975–76 | Карім Абдул-Джаббар* (2)   | C       | Лос-Анджелес Лейкерс                 | 82            | 338              | 4.12             | [ 7 ] [ 8 ]   |
| 1976–77 | Білл Волтон*               | C/F     | Портленд Трейл-Блейзерс              | 65            | 211              | 3.25             | [ 9 ] [ 10 ]  |
| 1977–78 | Джордж Джонсон             | C/F     | Бруклін Нетс                         | 81            | 274              | 3.38             | [ 11 ] [ 12 ] |
| 1978–79 | Карім Абдул-Джаббар* (3)   | C       | Лос-Анджелес Лейкерс                 | 80            | 316              | 3.95             | [ 7 ] [ 13 ]  |
| 1979–80 | Карім Абдул-Джаббар* (4)   | C       | Лос-Анджелес Лейкерс                 | 82            | 280              | 3.41             | [ 7 ] [ 14 ]  |
| 1980–81 | Джордж Джонсон (2)         | C/F     | Сан-Антоніо Сперс                    | 82            | 278              | 3.39             | [ 12 ] [ 15 ] |
| 1981–82 | Джордж Джонсон (3)         | C/F     | Сан-Антоніо Сперс                    | 75            | 234              | 3.12             | [ 12 ] [ 16 ] |
| 1982–83 | Трі Роллінс                | C       | Атланта Гокс                         | 80            | 343              | 4.29             | [ 17 ] [ 18 ] |
| 1983–84 | Марк Ітон                  | C       | Юта Джаз                             | 82            | 351              | 4.28             | [ 19 ] [ 20 ] |
| 1984–85 | Марк Ітон (2)              | C       | Юта Джаз                             | 82            | 456              | 5.56 ‡           | [ 20 ] [ 21 ] |
| 1985–86 | Мануте Бол                 | C       | Вашингтон Візардс                    | 80            | 397              | 4.96             | [ 22 ] [ 23 ] |
| 1986–87 | Марк Ітон (3)              | C       | Юта Джаз                             | 79            | 321              | 4.06             | [ 20 ] [ 24 ] |
| 1987–88 | Марк Ітон (4)              | C       | Юта Джаз                             | 82            | 304              | 3.71             | [ 20 ] [ 25 ] |
| 1988–89 | Мануте Бол (2)             | C       | Голден-Стейт Ворріорс                | 80            | 345              | 4.31             | [ 23 ] [ 26 ] |
| 1989–90 | Хакім Оладжувон*           | C       | Х'юстон Рокетс                       | 82            | 376              | 4.59             | [ 27 ] [ 28 ] |
| 1990–91 | Хакім Оладжувон* (2)       | C       | Х'юстон Рокетс                       | 56            | 221              | 3.95             | [ 28 ] [ 29 ] |
| 1991–92 | Девід Робінсон*            | C       | Сан-Антоніо Сперс                    | 68            | 308              | 4.49             | [ 30 ] [ 31 ] |
| 1992–93 | Хакім Оладжувон* (3)       | C       | Х'юстон Рокетс                       | 82            | 342              | 4.17             | [ 28 ] [ 32 ] |
| 1993–94 | Дікембе Мутомбо*           | C       | Денвер Наггетс                       | 82            | 336              | 4.10             | [ 33 ] [ 34 ] |
| 1994–95 | Дікембе Мутомбо* (2)       | C       | Денвер Наггетс                       | 82            | 321              | 3.91             | [ 34 ] [ 35 ] |
| 1995–96 | Дікембе Мутомбо* (3)       | C       | Денвер Наггетс                       | 74            | 332              | 4.49             | [ 34 ] [ 36 ] |
| 1996–97 | Шон Бредлі                 | C       | Бруклін Нетс Даллас Маверікс         | 73            | 248              | 3.40             | [ 37 ] [ 38 ] |
| 1997–98 | Маркус Кембі               | C/F     | Торонто Репторз                      | 63            | 230              | 3.65             | [ 39 ] [ 40 ] |
| 1998–99 | Алонзо Морнінг*            | C       | Маямі Гіт                            | 46            | 180              | 3.91             | [ 42 ] [ 43 ] |
| 1999–00 | Алонзо Морнінг* (2)        | C       | Маямі Гіт                            | 79            | 294              | 3.72             | [ 43 ] [ 44 ] |
| 2000–01 | Тео Ретліфф                | C/F     | Філадельфія Севенті-Сіксерс          | 50            | 187              | 3.74             | [ 45 ] [ 46 ] |
| 2001–02 | Бен Воллес                 | F/C     | Детройт Пістонс                      | 80            | 278              | 3.48             | [ 47 ] [ 48 ] |
| 2002–03 | Тео Ретліфф (2)            | C/F     | Атланта Гокс                         | 81            | 262              | 3.23             | [ 46 ] [ 49 ] |
| 2003–04 | Тео Ретліфф (3)*           | C/F     | Атланта Гокс Портленд Трейл-Блейзерс | 85            | 307              | 3.61             | [ 46 ] [ 50 ] |
| 2004–05 | Андрій Кириленко           | F       | Юта Джаз                             | 41            | 136              | 3.32             | [ 51 ] [ 52 ] |
| 2005–06 | Маркус Кембі (2)           | C/F     | Денвер Наггетс                       | 56            | 184              | 3.29             | [ 40 ] [ 53 ] |
| 2006–07 | Маркус Кембі (3)           | C/F     | Денвер Наггетс                       | 70            | 231              | 3.30             | [ 40 ] [ 54 ] |
| 2007–08 | Маркус Кембі (4)           | C/F     | Денвер Наггетс                       | 79            | 285              | 3.61             | [ 40 ] [ 55 ] |
| 2008–09 | Двайт Говард^              | C       | Орландо Меджик                       | 79            | 231              | 2.92             | [ 56 ]        |
| 2009–10 | Двайт Говард^ (2)          | C       | Орландо Меджик                       | 82            | 228              | 2.78             | [ 56 ]        |
| 2010–11 | Ендрю Богут^               | C       | Мілвокі Бакс                         | 65            | 168              | 2.58             | [ 58 ]        |
| 2011–12 | Серж Ібака^                | F       | Оклахома-Сіті Тандер                 | 66            | 241              | 3.65             | [ 60 ]        |
| 2012–13 | Серж Ібака^ (2)            | F       | Оклахома-Сіті Тандер                 | 80            | 242              | 3.03             | [ 60 ]        |
| 2013–14 | Ентоні Девіс^              | F/C     | Нью-Орлінс Пеліканс                  | 67            | 189              | 2.82             | [ 62 ]        |
| 2014–15 | Ентоні Девіс^ (2)          | F/C     | Нью-Орлінс Пеліканс                  | 68            | 200              | 2.94             | [ 62 ]        |
| 2015–16 | Хассан Вайтсайд^           | C       | Маямі Гіт                            | 73            | 269              | 3.68             | [ 63 ]        |
| 2016–17 | Руді Гобер^                | C       | Юта Джаз                             | 80            | 214              | 2.64             | [ 64 ]        |
| 2017–18 | Ентоні Девіс^ (3)          | F/C     | Нью-Орлінс Пеліканс                  | 75            | 193              | 2.57             | [ 62 ]        |
| 2018–19 | Майлз Тернер^              | C       | Індіана Пейсерз                      | 74            | 199              | 2.69             |               |
| 2019–20 | Хассан Вайтсайд^ (2)       | C       | Портленд Трейл-Блейзерс              | 67            | 196              | 2.93             |               |
| 2020–21 | Майлз Тернер^ (2)          | C       | Індіана Пейсерз                      | 47            | 159              | 3.38             |               |
| 2021–22 | Джарен Джексон (молодший)^ | F/C     | Мемфіс Гріззліс                      | 78            | 177              | 2.27             |               |

## Багаторазові лідери
| Рейтинг | Гравець                                                                                      | Команди | Кількість перемог | Роки                                                                                 |
| ------- | -------------------------------------------------------------------------------------------- | --- | ----------------- | ------------------------------------------------------------------------------------ |
| 1       | Карім Абдул-Джаббар Маркус Кембі Марк Ітон                                                   | Мілвокі Бакс (1) / Лос-Анджелес Лейкерс (3) Торонто Репторз (1) / Денвер Наггетс (3) Юта Джаз                                                                                            | 4                 | 1975, 1976, 1979, 1980 1998, 2006, 2007, 2008 1984, 1985, 1987, 1988                 |
| 2       | Ентоні Девіс Джордж Джонсон (баскетболіст, 1948) Дікембе Мутомбо Хакім Оладжувон Тео Ретліфф | Нью-Орлінс Пеліканс Бруклін Нетс (1) / Сан-Антоніо Сперс (2) Денвер Наггетс Х'юстон Рокетс Філадельфія Севенті-Сіксерс (1) / Атланта Гокс (1) / Атланта Гокс/Портленд Трейл-Блейзерс (1) | 3                 | 2014, 2015, 2018 1978, 1981, 1982 1994, 1995, 1996 1990, 1991, 1993 2001, 2003, 2004 |
| 3       | Мануте Бол Двайт Говард Серж Ібака Алонзо Морнінг Хассан Вайтсайд Майлз Тернер               | Вашингтон Візардс (1) / Голден-Стейт Ворріорс (1) Орландо Меджик Оклахома-Сіті Тандер Маямі Гіт (1) / Портленд Трейл-Блейзерс Індіана Пейсерз                                            | 2                 | 1986, 1989 2009, 2010 2012, 2013 1999, 2000 2016, 2020 2019, 2021                    |

## Уточнення
1. ↑  Основна позиція гравця зазначена першою.
2. ↑  В сезоні 1974–75 Елмор Сміт набрав найбільшу кількість блокшотів (216), однак був лише другим за кількістю блокшотів за гру (2,92).
3. ↑  В сезоні 1976–77 Карім Абдул-Джаббар і Елвін Гайс мали більшу загальну кількість блокшотів (261 і 220 відповідно), проте за середньою їх кількістю за гру стали лише другим і третім (з показниками 3,18 і 2,68 відповідно).
4. ↑  У сезоні 1990–91 відразу три гравці (Девід Робінсон, Патрік Юїнг і Мануте Бол) мали більшу загальну кількість блокшотів (320, 258 і 247 відповідно), проте вони стали лише другим, третім і четвертим за середньою їх кількістю за гру (3,90, 3,19 і 3,01 відповідно).
5. ↑  В сезоні 1996–97 Дікембе Мутомбо набрав найбільше блокшотів (264), однак за середньою їх кількістю за гру  (3,30) став лише другим.
6. ↑  У сезоні 1997–98 Дікембе Мутомбо і Тео Ретліфф мали більшу загальну кількість блокшотів (277 і 258 відповідно), проте стали лише другим і третім за середньою їх кількістю за гру (3,38 і 3,15 відповідно).
7. ↑  Регулярний сезон 1998–99 було скорочено до 50 матчів через локаут[41]. Тому мінімальну кількість проведених ігор для боротьби за титул лідера за кількістю блокшотів було знижено до 43 (замість 50)[3].
8. ↑  В сезоні 2000–01 Тео Ретліфф зіграв лише у 50 іграх і за загальною кількістю блокшотів за сезону був лише восьмим. Лідерами за цим показником були Джермейн О'Ніл і Шон Бредлі, які по 228 разів блокували кидки супротивників.
9. ↑  В регулярному сезоні 2003–04 Ретліфф взяв участь у 85 іграх через зміну команди по його ходу.
10. ↑  У сезоні 2004–05 Кириленко зіграв лише у 41 грі і був лише тринадцятим за загальною кількістю блокшотів. Маркус Кембі був лідером за цим показником (199).
11. ↑  У сезоні Андрій Кириленко, Джош Сміт і Елтон Бренд мали більшу загальну кількість блокшотів (220, 208 і 201 відповідно), проте за їх середньою кількістю за гру (3,19, 2,60 і 2,54 відповідно) стали лише другим, третім і четвертим.
12. ↑  У сезоні 2010–11 Серж Ібака, Джавейл Макгі і Двайт Говард мали більшу загальну кількість блокшотів (198, 193 і 186 відповідно), проте за їх середньою кількістю за гру (2,41, 2,44 і 2,38 відповідно) стали лише другим, третім і четвертим.[57]
13. ↑  Сезон 2011–12 був скорочений до 66 ігор через локаут[59]. Тому для участі у суперечці за титул лідера сезону за блокшотами гравцю було достатньо провести 57 ігор або заблокувати щонайменше 80 кидків[3].
14. ↑  В сезоні 2013–14 Серж Ібака і Деандре Джордан мали більшу загальну кількість блокшотів (219 і 203 відповідно), однак за середньою їх кількістю за гру (2,7 і 2,5 відповідно) стали лише другим і третім[61].